# Отти, Мерлин
Ме́рлин Джойс О́тти (англ. Merlene Joyce Ottey; род. 10 мая 1960, Хановер, Корнуолл) — ямайская бегунья-спринтер, выступавшая на дистанциях 60, 100 и 200 метров. С 2002 года выступала за Словению. Обладательница 14 медалей разного достоинства летних чемпионатов мира (до 2017 года это был рекорд в истории турнира среди мужчин и женщин, когда Эллисон Феликс довела количество своих медалей до 16) и 9-кратный призёр Олимпийских игр, одна из самых титулованных легкоатлеток за всю историю. Спортивное прозвище — «Королева беговой дорожки» (англ. Queen of the Track). В 2012 году в возрасте 52 лет принимала участие в чемпионате Европы в Хельсинки, где выступала в составе словенской эстафеты 4×100 метров.
Отти — первая в истории легкоатлетка, участвовавшая в семи Олимпиадах (1980—2004), и первая спортсменка выбежавшая из 7 секунд на дистанции 60 метров. Рекордные 13 раз Мерлин признавалась лучшей спортсменкой года на Ямайке (1979, 1980, 1982—1985, 1987, 1989—1991, 1993—1995).
Двоюродный брат Мерлин Милт Отти (род. 1959) выступал за Канаду в прыжках в высоту на Олимпийских играх 1984 и 1988 годов (занял 6-е место в 1984 году).

## Биография

### Начало карьеры
Мерлин Отти родилась 10 мая 1960 года в городке Колд-Спринг на северо-западе Ямайки. Она была четвёртым из семерых детей в семье. Беговые таланты Мерлин проявились ещё в детстве, однако профессионально заниматься лёгкой атлетикой она начала только в 1979 году, когда переехала в США и поступила в Университет Небраски.

### Чемпионаты мира
Первым большим стартом стали для неё Панамериканские игры 1979 года, где Мерлин Отти выиграла бронзовую медаль на дистанции 200 метров. Годом позже на Олимпийских играх 1980 года в Москве она повторила этот результат на той же дистанции. Поскольку она стала первой женщиной в истории Ямайки, выигравшей олимпийскую медаль, по возвращении на родину она была награждена национальным орденом Отличия.
Первую победу на больших соревнованиях Отти одержала на Играх Содружества в 1982 году, она победила на 200-метровке и стала второй на 100 метрах. Олимпийские игры 1984 года в Лос-Анджелесе принесли ей, однако, только две бронзовые медали на обеих дистанциях. В том же году Отти получила университетский диплом бакалавра и вышла замуж за легкоатлета Натаниэля Пейджа (впоследствии брак распался).
Большую коллекцию медалей Отти собрала на чемпионатах мира — в Хельсинки в 1983 серебро (200 метров) и бронза (эстафета 4×100 метров), в Риме в 1987 году бронзовые медали на дистанциях 100 и 200 метров, в Токио в 1991 году снова бронзовые медали на тех же дистанциях и золото в эстафете. В Штутгарте в 1993 году Отти собрала полную коллекцию наград — бронзу в эстафете, серебро на стометровке и долгожданное индивидуальное золото мирового первенства на 200 метрах. На гётеборгском мировом первенстве 1995 года она защитила титул чемпионки мира на 200 метрах и дважды становилась второй — на 100 метрах и в эстафете.
Всего Отти становилась призёром мировых первенств 14 раз, что не удавалось ни одному другому легкоатлету, как среди женщин, так и среди мужчин. Последнюю из этих медалей, бронзовую, Отти получила на чемпионате мира 1997 года в Афинах. Примечательно, что из этих 14 медалей ровно половина — бронзовые.

### Олимпиады
В 1988 году на Играх в Сеуле Мерлин осталась без наград. На 100-метровке она не вышла на старт в полуфинале, а в эстафете 4×100 метров сборная Ямайки отказалась от участия в финале. На 200-метровке Отти показала второй результат в полуфинале (22,07), лучшей же стала американка  Флоренс Гриффит-Джойнер, установившая новый мировой рекорд (21,56). В финале Гриффит-Джойнер еще улучшила свой невероятный результат (21,34), что по сей день остаётся мировым рекордом — никто из женщин никогда не бегал быстрее 21,60 сек. Отти же пробежала за 21,99 и осталась четвёртой после Гриффит-Джойнер, своей соотечественницы Грэйс Джексон (21,72) и немки из ГДР Хайке Дрехслер (21,95). Сам по себе результат Отти в финале Игр в Сеуле был очень высок — он позволил бы ей, например, стать второй в финале Олимпийских игр 2012 года в Лондоне. После Игр в Сеуле на Олимпийских играх на 200-метровке никто не бегал быстрее не только Гриффит-Джойнер, но и Джексон.
На Олимпийских играх 1992 года в Барселоне на стометровке Отти показала великолепный результат — 10,86, лучший свой результат в беге на сто метров на Олимпиадах и один из лучших за карьеру. Однако, она заняла только пятое место, поскольку пять лучших спортсменок разделили на финише лишь четыре сотые секунды. Мерлин оказалась последней в этой пятерке. На этой Олимпиаде Отти выиграла лишь одну медаль, и опять бронзовую, на 200 метрах. Эта медаль стала четвёртой олимпийской бронзой Отти при отсутствии медалей более высокого ранга. Такая «россыпь» бронзовых медалей привело к тому, что спортсменка получила прозвище «Бронзовая королева».
К своим пятым Олимпийским играм в Атланте 1996 года 35-летняя бегунья подошла на пике формы, была безусловной фавориткой на обеих спринтерских дистанциях и была полна решимости наконец завоевать титул олимпийской чемпионки. Фортуна, однако, не благоволила спортсменке. На 100-метровке Отти показала одинаковый результат 10,94 с американкой Гейл Диверс, но фотофиниш присудил олимпийское золото сопернице ямайской бегуньи. На 200-метровке на дистанцию заявилась знаменитая француженка Мари-Жозе Перек, чьей специализацией до этого были 400 метров. Перек уверенно победила в финальном забеге, вновь оставив Отти второй. В олимпийской эстафете 4×100 метров ямайская команда стала третьей, Отти получила пятую олимпийскую бронзу.
В период с 1979 по 1995 год Отти 15 раз признавалась в Ямайке лучшей спортсменкой года.

### Конфликты
Во время подготовки к шестым для неё Играм в Сиднее допинг-проба Отти показала содержание запрещённого анаболика нандролона. Спортсменке грозила двухлетняя дисквалификация и отлучение от Игр. Сама Отти категорически настаивала на своей невиновности. В результате судебных слушаний Мерлин Отти была полностью оправдана сначала национальной федерацией, а затем и международным арбитражным судом, что позволило ей выступить в Сиднее. Но решение федерации включить без отбора 40-летнюю Отти в олимпийскую сборную вместо более молодой спортсменки Петы-Гайе Доуди, которая завоевала место в команде на национальном первенстве, вызвало шквал критики, в том числе и со стороны ямайских спортсменов, включая коллег Мерлин по эстафете 4×100 метров. Отти, тем не менее, выступила в Сиднее достойно для своего возраста. После дисквалификации американки Мэрион Джонс она стала третьей на 100 метрах (что сделало её самой возрастной легкоатлеткой, добившейся такого успеха) и внесла вклад в серебряный успех эстафеты 4х100 метров.
После Игр конфликт между Отти и остальной легкоатлетической сборной Ямайки только усугублялся и привёл к тому, что спортсменка заявила «после Сиднея я сказала, что больше не буду бегать за Ямайку … поскольку чувствую, что ямайцы хотять вытолкнуть меня из спорта и я была вынуждена доказывать, что и в 40 лет можно бегать». Поскольку ещё в 1998 году спортсменка переехала жить в Словению к своему тренеру Срджану Джорджевичу, она подала прошение на получение гражданства этой страны, которое было удовлетворено в 2002 году.

### За Словению
В 2003 году 42-летняя Отти заняла 4-е место на дистанции 60 метров на чемпионате мира в помещении в Бирмингеме. Спустя 8 лет чемпионка Жанна Блок была дисквалифицирована за применение допинга, и в результате к Отти перешла бронзовая награда.
В 2004 году Отти соревновалась за свою новую родину уже на седьмых своих Олимпийских играх — в Афинах. На дистанции 100 метров Отти выбыла на полуфинальной стадии.
После афинских Игр периодически публиковались сообщения о завершении бегуньей своей карьеры, но в 2006 году тренер спортсменки заявил, что она будет готовиться к пекинским Играм. Однако на отборочном турнире в Мариборе Мэрлин пробежала на 0,28 секунды медленнее квалификационного норматива 11,32 секунды. Срджан оправдал это неудачной погодой — встречным ветром.
Летом 2010 года во время чемпионата Европы в Барселоне, где она стала самым возрастным участником в истории этих соревнований, Отти заявила, что не исключает того, что будет пытаться отобраться на Олимпийские игры 2012 года в Лондоне. Летом 2012 года выступила в составе эстафетной сборной Словении на чемпионате Европы в Хельсинки. На Играх в Лондоне Отти не выступала.